# Vincenzo Ferrone
Vincenzo Ferrone, nacido el 4 de julio de 1954 en Lucera, es un historiador italiano, que ha estudiado el antiguo régimen y la Ilustración en Europa.

## Trayectoria
Concluyó sus estudios de historia con el especialista de la Ilustración  Franco Venturi en 1977 en la Facultad de Filosofía y Letras de Turín.
Estuvo estudiando en la Fundación Einaudi (1979-80), de la cual, desde 2006, es miembro del comité científico. Estudió historia social y cultural con Margaret Candee Jacob en EE. UU. (1985) y fue estudioso posdoctoral en el Clark Memorial Library, de la UCLA. 
En 1989 fue profesor de historia moderna en la Universidad de Génova. Desde 1990 enseñó historia de la Ilustración en la Universidad Ca' Foscari de Venecia. Desde 2000 enseña historia moderna en la Universidad de Turín, donde, entre 2002 y 2010, fue miembro de consejo rector.
Ha estudiado la historia de la ciencia y la revolución científica, desde Della Porta hasta Galileo, Newton y Lavoisier. Desde 2000 ha estudiado la cultura política, así analizando a  
Gaetano Filangieri.
Pertenece a la Academia de ciencias de Turín. Ha dado cursos en Francia: Maison de l’Homme (1995), Institut d'Histoire Moderne et Contemporaine, CNRS (1995-1996), École Normale Supérieure (1998), y Collège de France (2005). También en Oxford, en el St Hugh College (2000), y en EE. UU.: UCLA y Princeton (2004).

## Obras
- Scienza natura religione. Mondo newtoniano e cultura italiana nel primo Settecento, Nápoles, 1982.
- La nuova Atlantide e i Lumi, Turín, 1988.
- I profeti dell'Illuminismo, Roma-Bari, Laterza, 1989.
- L'uomo dell'Illuminismo, Roma-Bari, Laterza, 1992. Tr.: El hombre de la Ilustración, Madrid, Alianza, 1992, introducción.
- L'Illuminismo. Dizionario storico, Roma-Bari, Laterza, 1997, con Daniel Roche. Tr. Diccionario histórico de la Ilustración, Madrid, Alianza, 1998.
- Ed. crítica de Scienza della legislazione, de Gaetano Filangieri, 7 vols.
- La società giusta ed equa. Repubblicanesimo e diritti dell’uomo in Gaetano Filangieri, 2003.
- Lezioni illuminismo, 2010, resumen de su curso Les Lumières dans l'Europe d'Ancien Régime entre histoire et historiographie, en el Collège de France.
- Il mondo dell'illuminismo. Storia di una rivoluzione culturale. Piccola biblioteca Einaudi, 2019.

## Enlaces
- Biografía Archivado el 16 de enero de 2013 en Wayback Machine.
- (enlace roto disponible en Internet Archive; véase el historial, la primera versión y la última).
- (enlace roto disponible en Internet Archive; véase el historial, la primera versión y la última).

- Datos: Q6163151